# Commersonia magniflora
Commersonia magniflora är en malvaväxtart. Commersonia magniflora ingår i släktet Commersonia och familjen malvaväxter.

## Underarter
Arten delas in i följande underarter:
- C. m. magniflora
- C. m. oblongifolia